# Warrior-Klasse (1906)
Die Warrior-Klasse war eine Klasse von Panzerkreuzern der britischen Royal Navy, die aus vier Schiffen bestand. Sie ähnelte stark der vorangegangenen Duke-of-Edinburg-Klasse und wurde ihrerseits zur Minotaur-Klasse weiterentwickelt. Alle Schiffe liefen 1905 von Stapel.

## Entwurfsgeschichte
Die Schiffe waren Teil des Bauprogramms von 1903/04 und sollten eine Wiederholung der Duke-of-Edinburgh-Klasse bilden, bei denen deren Babcock&Wilcock-Kessel durch Yarrow-Kessel ersetzt werden sollten. Die Kiele der Schiffe wurden zwischen November 1903 und März 1904 gestreckt.
Allerdings gab es in der britischen Marine Einwände gegen die bei der Duke-of-Edinburgh-Klasse tief im Schiffsrumpf aufgestellten 15,2-cm-Geschütze der Mittelartillerie, da diese nur bei völlig ruhiger See benutzt werden konnten. Es gab deshalb Überlegungen, die in einer gepanzerten Batterie aufgestellte Mittelartillerie durch acht 15,2-cm-Geschütze in vier Zwillingstürmen am Oberdeck zu ersetzen. Ende Dezember kam die Überlegung auf, statt der Zwillingstürme vier 19-cm-Geschütze in vier Einzeltürmen aufzustellen.
Mittlerweile war bekannt geworden, dass die Schiffe der Duke-of-Edinburgh-Klasse fast 300 Tonnen weniger verdrängten, als ursprünglich berechnet. Das bedeutete, dass nicht nur genügend Gewicht für die 19-cm-Geschütze mit ihrem Turm- und Barbettenpanzer zur Verfügung stand, sondern dass auch der hohe Seitenpanzer, der bei den vorangegangenen Schiffen die Mittelartillerie geschützt hatte, beibehalten werden konnte.
Ende April 1904, zu diesem Zeitpunkt waren alle Schiffe bereits im Bau, fiel die endgültige Entscheidung zugunsten der Mittelartillerie vom Kaliber 19 cm. Die zusätzliche Kosten für die vier Schiffe der Warrior-Klasse wurden auf 250.000 Pfund Sterling geschätzt. Eine gleichartige Änderung der im Bau weiter vorangeschrittenen zwei Schiffe der Duke-of-Edinburgh-Klasse hätte mit geschätzt 398.000 Pfund Sterling zu Buche geschlagen.

## Technik

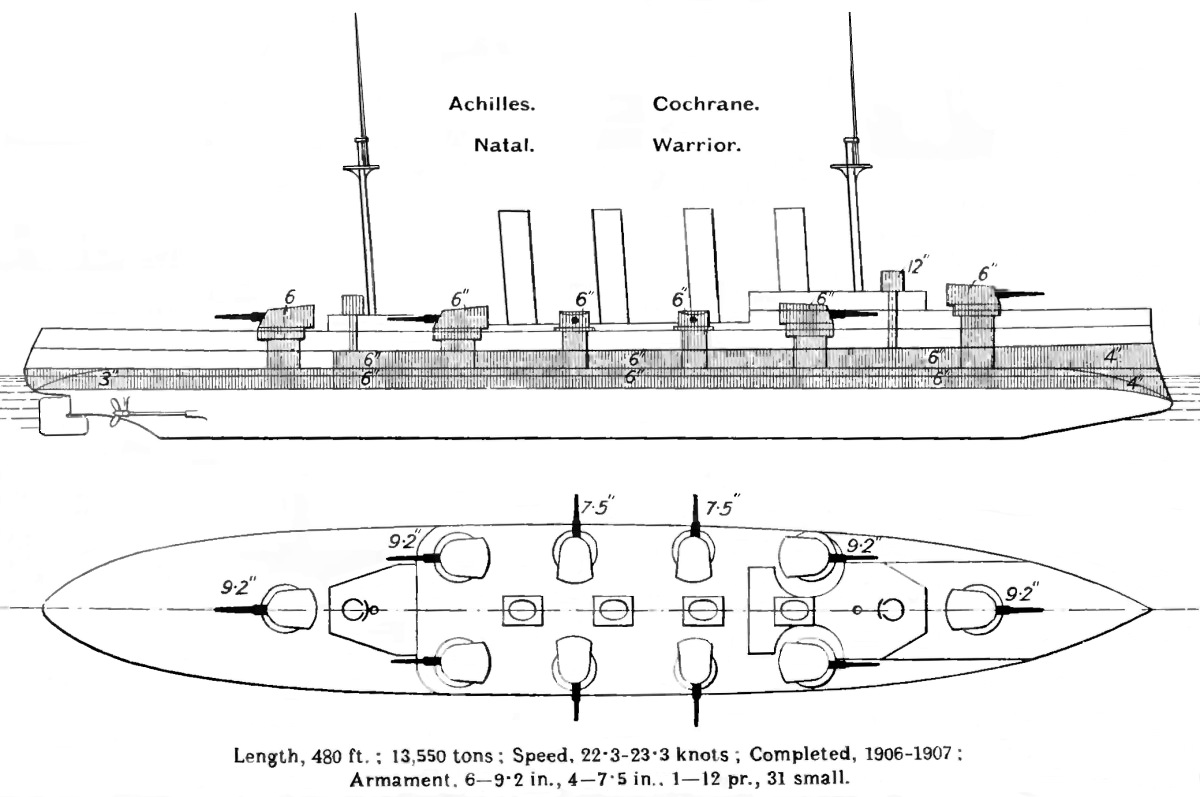
Plan aus Brassey's Naval Annual 1912

Die Warrior-Klasse trug ihre Hauptbewaffnung von sechs 23,4-cm-Geschützen in Einzeltürmen: Zwei auf der Mittschiffslinie vorn und hinten und je zwei an den beiden Schiffsseiten. Zwischen diesen war die Mittelartillerie von je zwei 19-cm-Geschützen in Einzeltürmen auf jeder Seite aufgestellt.
Die Schutzeinrichtungen entsprachen den seinerzeit für Panzerkreuzer üblichen. Die Wasserlinie schützte ein maximal 152 mm starker Panzergürtel. Das gewölbte Panzerdeck, das an die Unterkante des Panzergürtels stieß, war 19 mm stark. Ein weiteres, 25 mm dickes Panzerdeck verband die Oberkanten der beiden Panzergürtel. Die Panzerung der Geschütztürme der Hauptartillerie war 152 mm bis 203 mm stark, die der Mittelartillerie 152 mm. Die Barbetten hatten eine Panzerung von 178 mm und der Kommandoturm von 254 mm.
Angetrieben wurden die Schiffe von zwei der seinerzeit für größere Kriegsschiffe üblichen Dreifach-Expansionsmaschinen. Die Schiffe verfügten über 19 Wasserrohrkessel vom Yarrow-Typ und sechs Zylinderkessel. Die Kessel waren kohlebefeuert mit Ölzusatzfeuerung. Mit forciertem Zug erreichte die Antriebsanlage eine Leistung von 23.500 PSi für 22,3 kn, im Normalbetrieb 16.000 PSi für 20 kn.
Zum Ersten Weltkrieg waren Panzerkreuzer generell veraltet, die Schiffe wurden aber dennoch eingesetzt.

## Verbleib
Die Karriere der Warrior-Klasse verlief insgesamt glücklos, nur ein Schiff überstand den Ersten Weltkrieg.
- Natal sank nach einer Munitionskammerexplosion am 30. Dezember 1915 im Cromarty Firth.
- Warrior nahm an der Skagerrakschlacht teil, wurde dabei schwer beschädigt und sank infolgedessen am Folgetag (1. Juni 1916).
- Cochrane lief am 14. November 1918 im Fluss Mersey auf Grund und wurde zum Totalverlust.
- Achilles wurde am 9. Mai 1921 zur Verschrottung verkauft.